# Britisk-amerikanske krig (1812)
Den britisk-amerikanske krig (1812) (engelsk: War of 1812) blev udkæmpet mellem USA – og Storbritannien og dets kolonier i Canada. Krigen foregik 1812-15 til lands og til vands. 
1.600 døde på den britiske side og 2.260 på den amerikanske. 

## Krigens baggrund
I 1812 var Storbritannien i krig med Frankrig og for at vanskeliggøre amerikansk handel med Frankrig, indførte briterne en række restriktioner, som efter amerikanernes opfattelse var i strid med international ret. USA erklærede Storbritannien krig den 18. juni 1812 af en række årsager: 
- Forargelse over at tusindvis af amerikanske søfolk blev presset ind i den britiske flåde
- Frustration over britiske begrænsninger af neutral handel og
- Vrede over påstået britisk militær støtte til nordamerikanske indianere, som forsvarede deres stammeområder mod indtrængende amerikanske nybyggere.

## Krigens gang
Krigen begyndte dårligt for amerikanerne da deres forsøg på at invadere Canada flere gange blev slået tilbage af general Isaac Brock, som kommanderede en lille britisk styrke, der i hovedsagen bestod af lokale militser og allierede indfødte amerikanske . Den amerikanske strategi byggede på brugen af soldater, der enten ikke ville lade sig mønstre, eller også blev de dårligt ledet. Der var mangel på militært og civilt lederskab, og det forblev en kritisk amerikansk svaghed til 1814. 
I New England var man modstander af krigen og nægtede at stille tropper og penge til rådighed. Finansielle og logistiske problemer plagede den amerikanske krigsindsats. 
Storbritannien havde penge og logistik på plads, men krigen mod Frankrig havde højere prioritet, så i 1812-13 valgte de en defensiv strategi. Efter Napoleons nederlag i 1814 kunne briterne sende erfarne tropper af sted for at invadere USA; men på det tidspunkt havde amerikanerne lært at føre krig. 
Til søs indledte den stærke engelske flåde en blokade af det meste af den amerikanske kystlinie, undtaget en betydelig eksport fra New England, som handlede med Storbritannien og Canada på trods af amerikansk lovgivning. Blokaden ødelagde den amerikanske landbrugseksport, men stimulerede fabrikker, som fremstillede varer der tidligere blev importeret. Den amerikanske strategi med at bruge små kanonbåde til at forsvare havnene var en fiasko, og briterne udførte raids på kysten efter forgodtbefindende. De mest berømte var en række angreb kysterne af Chesapeake Bay. 
Disse angreb omfattede et angreb på Washington D.C. som resulterede i, at Det Hvide Hus, USAs Kongres, Flådeværftet og andre offentlige bygninger blev brændt af.
Den amerikanske strategi med at udsende flere hundrede kaperskibe, der skulle angribe britiske handelsskibe, havde større succes, og var til skade for britiske handelsinteresser især i Vestindien. Selv om de var i undertal, klarede den amerikanske flådes tunge fregatter sig godt i kamp mod de britiske. Den afgørende brug af søstridskræfter foregik på De store Søer og afhang af et kapløb om at bygge skibe. 
Til sidst vandt amerikanerne kontrollen over Eriesøen og neutraliserede derved det vestlige Ontario og afskar de indfødte styrker fra forsyninger. Briterne havde kontrollen over Ontariosøen og forhindrede dermed større amerikanske invasioner. Amerikanerne kontrollerede Lake Champlain, og en sejr til søs her tvang en stor britisk invasionshær til at vende om i 1814.

## Krigens afslutning og resultat
Amerikanerne brød de indfødtes magt i nordvest og sydøst og opnåede dermed et vigtigt krigsmål. Handelsrestriktionerne og presning til tjeneste i flåden ophørte med Frankrigs nederlag, og fjernede dermed en af hovedårsagerne til krigen. I den sidste ende enedes de to lande om en fred, som fastholdt grænserne fra før krigen. 
I januar 1815 efter at Gent-traktaten var underskrevet, men før Den amerikanske Kongres havde modtaget en kopi til ratifikation, lykkedes det amerikanerne at forsvare New Orleans mod et britisk angreb. Briterne erobrede Fort Bowyer før nyheden om freden nåede den amerikanske sydkyst. 
Krigen forenede både canadiere og amerikanere som folk. Canadiere husker krigen som en sejr, idet de forblev uafhængige af USA, mens amerikanerne fejrer Andrew Jacksons sejr i forsvaret af New Orleans.